# Kraftwerk Westhofen

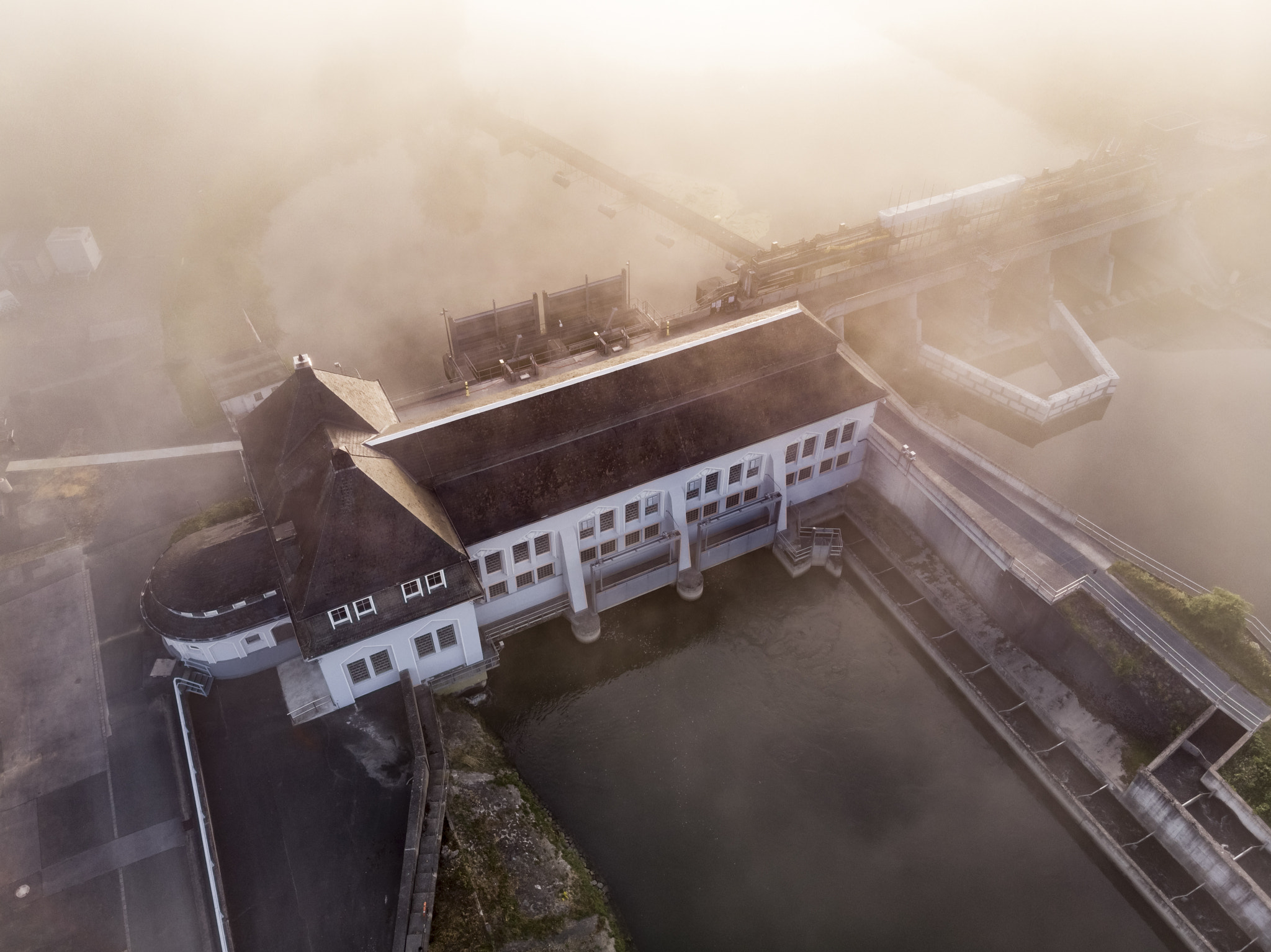
Betriebsgebäude (2018)

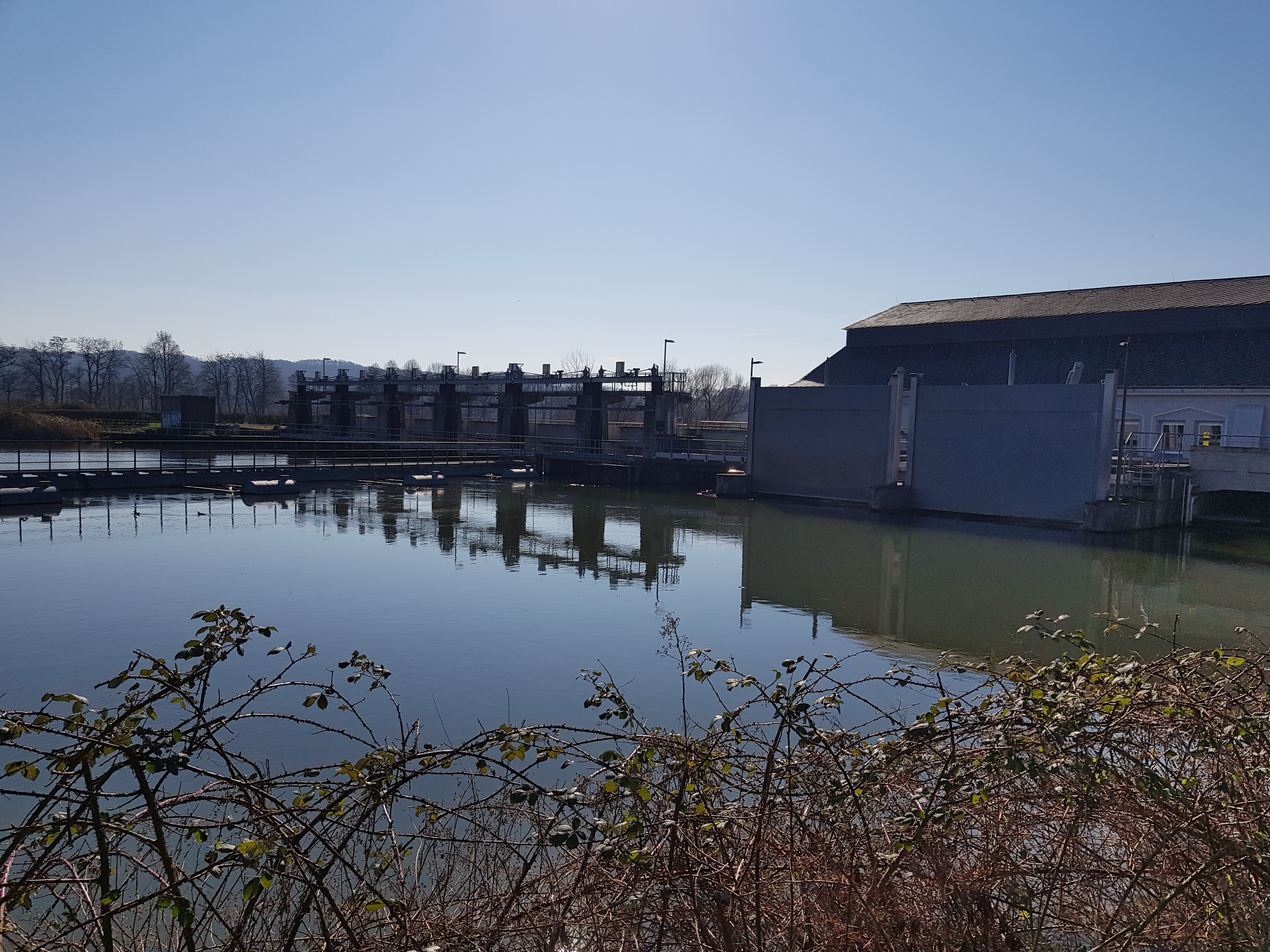
Ansicht von Nordosten (2022)

Das Kraftwerk Westhofen ist ein Wasserkraftwerk der Wasserwerke Westfalen an der Ruhr. Es befindet sich an der Hagener Straße in Schwerte. Es ist Nachfolger der dortigen Wasserkraftanlage und Pumpstation und erzeugt seit 2012 mit seinen zwei neuen Kaplan-Turbinen knapp sechs Millionen Kilowattstunden pro Jahr.
Das originäre Pumpwerk Westhofen ging 1922 in Betrieb. Dazu wurde die Ruhr mit einer Wehranlage aus sechs Wehrfeldern aufgestaut. Die Energie der etwa fünf Meter hohen Stauung wurde durch vier Francis-Turbinen in mechanische Energie für die Kolbenpumpen umgesetzt, die Trinkwasser in das Versorgungsnetz bis nach Dortmund und Herdecke pumpten. Das Trinkwasser wurde ortsnah durch das Wasserwerk Westhofen durch Grundwasseranreicherung mit vorgereinigtem Ruhrwasser über große Versickerungsbecken, anschließender Entnahme und Aufbereitung gewonnen.
Aufgrund des sinkenden Trinkwasserbedarfs im Ruhrgebiet und zur Minimierung von Betrieb- und Instandhaltungsaufwänden entschieden sich die Wasserwerke Westfalen 2009 für den Umbau der Wasserkraftanlage am Westhofener Wehr zum Kraftwerk. Das Gebäude Wasserwerk Westhofen II aus dem Jahre 1922 wurde 2010/11 umgebaut. Drei der Franzis-Turbinen wurden zerlegt, die vierte ist zusammen mit einer der Trinkwasser-Kolbenpumpen als originales Anschauungsstück erhalten geblieben. 
Das Gebäude mit der erhaltenen Technik steht unter Denkmalschutz (Listennummer A 132). Pump- und Kraftwerk sind Bestandteil der Route der Industriekultur.